# J.C.M. Steineck
J.C.M. Steineck (død marts 1795) var en tysk-dansk soldat og tidsskriftudgiver.
Steineck blev født i Braunschweig, og fungerede en periode som soldat eller underofficer. I 1781-1782 studerende ved Christian-Albrechts-Universität i Kiel under navnet "Steinholz". Han flyttede derefter til København, hvor han under navnet "Meier" ernærede sig som privatunderviser. 
Mest kendt er han som udgiver af det royalistiske og reaktionære tidsskrift Folkevennen (1794-1795). Han oversatte desuden første bind af Peter Frederik Suhms Danmarkshistorie, Forsøg til et udkast af en historie over folkenes oprindelse i almindelighed (1769), til tysk med titlen Versuch eines Entwurfs von einer Geschichte der Enstehung der Völker im Allgemeinen (Lübeck, 1790) og annoncerede også en tysk oversættelse af Knud Lyne Rahbeks Breve fra en gammel Skuespiller til sin Søn, men den udkom aldrig.